# Золотухи (Оржицкий район)
Золотухи (укр. Золотухи) — село, Золотухинский сельский совет, Оржицкий район, Полтавская область, Украина. Является административным центром Золотухинского сельского совета, в который, кроме того, входит село Тарасенково.
Код КОАТУУ — 5323681601. Население по переписи 2001 года составляло 477 человек.

## Географическое положение
Село Золотухи находится на левом берегу реки Оржица, выше по течению на расстоянии в 5 км расположено село Савинцы, ниже по течению на расстоянии в 2 км расположено село Маяковка, на противоположном берегу — село Денисовка.

## История
Михайловская церковь села Золотухи известна с 1780 года.
Село указано на подробной карте Российской Империи и близлежащих заграничных владений 1816 года. 

## Экономика
- Молочно-товарная ферма.
- Тракторная бригада.

## Объекты социальной сферы
- Клуб.
- Кафе.
- 2 магазина.
- Медицинско-акушерский пункт.
- Школа.
- Детский садик.
- Сельский совет.

## Известные люди
- Петрик Афанасий Филиппович (1917—2001) — Герой Советского Союза, родился в селе Золотухи.